# Camjac
Camjac é uma comuna francesa na região administrativa de Occitânia, no departamento de Aveyron. Estende-se por uma área de 23,03 km². Em 2010 a comuna tinha 589 habitantes (densidade: 25,6 hab./km²).